# Вооружённые силы Венесуэлы
Национальные боливарианские вооружённые силы Венесуэлы (исп. Fuerza Armada Nacional Bolivariana - FANB) — совокупность органов управления, войск и сил Боливарианской Республики Венесуэла, предназначенная для защиты свободы, независимости и территориальной целостности государства.
Состоят из стратегического командования, сухопутных войск, военно-морских сил, военно-воздушных сил, национальной гвардии и национальной милиции.

## История
Вооружённые отряды были созданы в ходе войны за независимость испанских колоний в Южной Америке и переформированы в регулярную армию после выхода из состава Великой Колумбии и провозглашения независимости Венесуэлы в 1830 году.
В 1859—1863 гг. войска участвовали в гражданской войне.
В 1910 году вооружённые силы состояли из постоянной армии численностью около 4 тыс. человек (одного эскадрона кавалерии, 9 батальонов пехоты, артиллерийского полка с 40 орудиями и двух рот морской пехоты), в военное время предусматривалось объявление мобилизации и увеличение численности до 40 тыс. человек за счёт милиции.
Во время первой мировой войны 1914—1918 гг. Венесуэла сохраняла нейтралитет.
Военное сотрудничество c США усилилось в ходе Второй мировой войны, однако в связи с географическим положением (на значительном удалении от стран «оси» и театров военных действий) и нейтралитетом страны (Венесуэла разорвала дипломатические отношения с Германией, Италией и Японией 31 декабря 1941 года, но сохраняла нейтралитет до 15 февраля 1945 года) общий объём военной помощи в 1939—1945 гг. был небольшим. По программе ленд-лиза было поставлено 45 самолётов (19 AT-6, 10 учебных Vultee BT-13, 10 учебных Fairchild PT-19, три лёгких Aeronca L-3 и три L-4), 18 лёгких танков М3 «стюарт», шесть броневиков М3A1 Scout Car, 132 грузовика, 25 мотоциклов, 2 прицепа, 5 артиллерийских орудий (три 37-мм и две 155-мм пушки), 44 миномёта (15 шт. 81-мм миномётов М1 и 29 шт. 60-мм миномётов М2), 12 шт. 7,62-мм пулемётов М1919A4 и М1919A6; 165 шт. пистолет-пулемётов .45 калибра, 50 пистолетов М1911, 200 револьверов под патрон .38/200, а также боеприпасы, снаряжение и иное военное имущество.
После окончания Второй мировой войны и подписания в 1947 году в Рио-де-Жанейро Межамериканского договора о взаимной помощи перевооружение войск было продолжено. В Бельгии были куплены 7-мм магазинные винтовки FN 1924/30, а 31 мая 1949 года — 8003 шт. полуавтоматических винтовок FN-49, в 1954 году были закуплены FN FAL под патрон 7,62х51 мм. В дальнейшем, была предпринята попытка стандартизации армейского стрелкового оружия (и в 1966 году винтовки FN 1924/30 и FN-49 были официально сняты с вооружения и началась их распродажа).
В 1969 году общая численность вооружённых сил составляла около 34 тыс. человек, их основу составляла армия (19 тыс. человек в составе пехотных, егерских, парашютно-десантных и танковых батальонов). ВВС насчитывали около 9 тыс. человек, свыше 100 боевых и около 180 вспомогательных самолётов иностранного производства. ВМС насчитывали около 6 тыс. человек (из них 2,5 тыс. — в морской пехоте) и около 50 кораблей (3 эскадренных миноносца, 1 подводную лодку, 6 сторожевых кораблей и др.). Ещё одним военизированным формированием, не входившим в состав вооружённых сил являлась национальная гвардия (свыше 3 тыс. человек).
В 1975 году общая численность вооружённых сил составляла 44 тыс. человек (из них 28 тыс. в составе сухопутных войск, 8 тыс. в ВВС и 8 тыс. в ВМФ).
В 2004 году общая численность вооружённых сил составляла 88 тыс. человек (57 тыс. человек в составе регулярных войск и 31 тыс. в составе национальной гвардии). Основу регулярных вооруженных сил составляли сухопутные войска (пять дивизий, две отдельные бригады, отдельный полк президентской гвардии и 8 отдельных батальонов, на вооружении которых имелось 270 средних и лёгких танков, 320 бронетранспортёров и бронемашин, 350 артиллерийских систем, 4 пусковые установки ЗУР, 25 самолётов и 20 вертолётов). На вооружении ВВС имелось 110 боевых и около 140 транспортных и вспомогательных самолётов, а также 45 вертолётов. В составе военно-морских сил имелось 15 боевых кораблей, 55 катеров и 8 вспомогательных судов, а также три эскадрильи морской авиации.
Венесуэла принимает ограниченное участие в миротворческих операциях ООН (потери во всех миротворческих операциях ООН с участием страны составляют 1 человека).

## Состав вооружённых сил

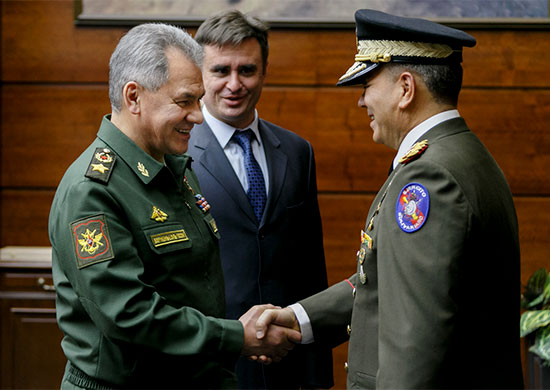
Встреча Министра обороны Венесуэлы Владимира Падрино Лопеса с Министром обороны России Сергеем Шойгу, 2018 год

### Боливарианская милиция
В ходе военной реформы в апреле 2005 года в министерстве обороны была создана новая структура — командование военными резервами и национальной мобилизации, а в период с апреля по июнь 2005 года впервые прошли комплексные учения «Армада Соберана», в которых приняли участие соединения и части всех видов вооруженных сил (в том числе, подразделения военного резерва). В 2008—2009 гг. в составе вооружённых сил Венесуэлы началось создание отрядов боливарианской милиции (Milicia Nacional Bolivariana), на вооружение которых передали стрелковое оружие — автоматы FN FAL, трёхлинейные винтовки обр.1891/30 гг. и карабины обр. 1944 г.